# Uhti (przystanek kolejowy)
Uhti – przystanek kolejowy w miejscowości Uhti, w prowincji Tartu, w Estonii. Położony jest na linii Tartu - Koidula.